# Lípy u kapličky sv. Mikuláše
Lípy u kapličky sv. Mikuláše jsou památné stromy v obci Svojšín západně od Stříbra. Dvě lípy malolisté (Tilia cordata) byly vysazeny u kapličky sv. Mikuláše v parku u nádraží. Jejich kmeny měří 300 a 370 cm, koruny dosahují do výšky 18 a 25 m (měření 2003). Stromy jsou chráněny od roku 2003 pro svůj vzrůst, věk a jako součást památky.

## Stromy v okolí
- Svojšínská lípa
- Lípy u kašny na návsi